# Cystofilobasidiaceae
Cystofilobasidiaceae (лат.) — семейство грибов из порядка Cystofilobasidiales класса Tremellomycetes, включает 9 родов и 20 видов. Плодовое тело образует базиды и базидоспоры. Являются паразитами или сапрофагами. Некоторые виды могут паразитировать даже на грибах других видов. В род Cystofilobasidium включены некоторые морские виды.

## Классификация
- Cystofilobasidium
- Guehomyces
- Itersonilia
- Mrakia
- Phaffia
- Rhodozyma
- Tausonia
- Udeniomyces
- Xanthophyllomyces